# Битка за Холандију
Битка за Холандију (хол. Slag om Nederland) била је део немачких освајања Ниских земаља и Француске током Другог светског рата. Трајала је од 10. маја 1940, до предаје главних холандских снага 14. маја. Међутим, мали број војника у Зеланду се одупирао Вермахту све до 17. маја, када је Немачка званично окупирала целу Холандију.
Битка за Холандију представља прво коришћење падобранаца за окупацију мета од важности и пре него што копнене снаге допру до области. Немачка Луфтвафе користила је падобранце за „опсаду“ кључних градова, да би на брзину прошла кроз целу државу и онеспособила холандску војску.
Битка се завршила Бомбардовањем Ротердама, и немачком претњом да ће Луфтвафе, ако се Холандија не преда, бомбардовати и остале велике холандске градове. Знајући да не могу спречити немачке снаге, холандски официри су се предали, а Холандија је остала под немачком окупацијом, вођеном рајхскомесаријатом, до 1945.
Током битке, холандска краљевска породица — краљица Вилхелмина, њена наследница Јулијана, и унука Беатрикс, избегле су у Зеланд, а касније у Уједињено Краљевство. Јулијана је у међувремену отишла у Канаду, а вратила се 1945, да би јој 1948. престо предала Вилхелмина, која је за време рата предводила Холандску владу у егзилу у Лондону.